# قائمة أعضاء مجلس النواب اللبناني الخامس
دادت ولاية مامت مجلس النواب اللبناني ا بين 1943 حتى 1947، وتولّى رئاسته كل من صبري حماده وحبيب أبو شهلا.لخامس

## الأعضاء
| النائب                                 | المنطقة       | الطائفة         |
| -------------------------------------- | ------------- | --------------- |
| إبراهيم حيدر                           | البقاع        | الشيعة          |
| أديب الفرزلي                           | البقاع        | الموارنة        |
| رفعت قزعون                             | البقاع        | السنة           |
| صبري حماده                             | البقاع        | الشيعة          |
| نسيب الداود                            | البقاع        | الدروز          |
| هنري فرعون                             | البقاع        | الروم الكاثوليك |
| يوسف الهرواي                           | البقاع        | الموارنة        |
| ألفرد النقاش                           | بيروت         | الموارنة        |
| أيوب ثابت                              | بيروت         | أقليات          |
| حبيب أبو شهلا                          | بيروت         | الروم الأرثوذكس |
| سامي الصلح                             | بيروت         | السنة           |
| صائب سلام                              | بيروت         | السنة           |
| عبد الله اليافي                        | بيروت         | السنة           |
| محمد بيضون                             | بيروت         | الشيعة          |
| موسيس دركالوستيان                      | بيروت         | الروم الأرثوذكس |
| هراتشيا شامليان                        | بيروت         | الروم الأرثوذكس |
| أحمد الحسيني                           | جبل لبنان     | الشيعة          |
| أسعد البستاني                          | جبل لبنان     | الموارنة        |
| مجيد ارسلان                            | جبل لبنان     | الدروز          |
| إميل لحود                              | جبل لبنان     | الموارنة        |
| أمين السعد                             | جبل لبنان     | الموارنة        |
| جميل تلحوق                             | جبل لبنان     | الدروز          |
| جورج زوين                              | جبل لبنان     | الموارنة        |
| جورج عقل                               | جبل لبنان     | الموارنة        |
| عبد الغني الخطيب                       | جبل لبنان     | السنة           |
| غابريال المر                           | جبل لبنان     | الروم الأرثوذكس |
| كمال جنبلاط                            | جبل لبنان     | الدروز          |
| كميل شمعون                             | جبل لبنان     | الموارنة        |
| وديع الأشقر                            | جبل لبنان     | الموارنة        |
| وديع نعيم                              | جبل لبنان     | الموارنة        |
| إميل إده فصل من المجلس في 1945         | جبل لبنان     | الموارنة        |
| خليل أبو جوده                          | جبل لبنان     | الموارنة        |
| بشارة الخوري أنتخب رئيسًا للجمهورية     | جبل لبنان     | الموارنة        |
| فريد الخازن أنتخب بدلًا عن بشارة الخوري | جبل لبنان     | الموارنة        |
| سليم تقلا توفي في 1945                 | جبل لبنان     | الروم الكاثوليك |
| فيليب تقلا أنتخب بدلًا عن سليم تقلا     | جبل لبنان     | الروم الكاثوليك |
| أحمد الاسعد                            | لبنان الجنوبي | الشيعة          |
| رشيد بيضون                             | لبنان الجنوبي | الشيعة          |
| رياض الصلح                             | لبنان الجنوبي | السنة           |
| عادل عسيران                            | لبنان الجنوبي | الشيعة          |
| علي العبد الله                         | لبنان الجنوبي | الشيعة          |
| كاظم الخليل                            | لبنان الجنوبي | الشيعة          |
| مارون كنعان                            | لبنان الجنوبي | الموارنة        |
| محمد الفضل                             | لبنان الجنوبي | الشيعة          |
| نسيب غبريل                             | لبنان الجنوبي | الروم الأرثوذكس |
| يوسف سالم                              | لبنان الجنوبي | الروم الكاثوليك |
| بطرس الخوري                            | لبنان الشمالي | الموارنة        |
| حميد فرنجية                            | لبنان الشمالي | الموارنة        |
| سعدي المنلا                            | لبنان الشمالي | السنة           |
| سليمان العلي                           | لبنان الشمالي | السنة           |
| عبد الحميد كرامي                       | لبنان الشمالي | السنة           |
| محمد العبد                             | لبنان الشمالي | السنة           |
| محمد المصطفى                           | لبنان الشمالي | السنة           |
| نقولا غصن                              | لبنان الشمالي | الروم الأرثوذكس |
| يعقوب الصراف                           | لبنان الشمالي | الروم الأرثوذكس |
| يوسف اسطفان                            | لبنان الشمالي | الموارنة        |
| يوسف ضو                                | لبنان الشمالي | الموارنة        |
| وهيب طاربا جعجع قتل في 1943            | لبنان الشمالي | الموارنة        |
| يوسف كرم أنتخب بدلًا عن وهيب جعجع       | لبنان الشمالي | الموارنة        |